# Угол параллельности

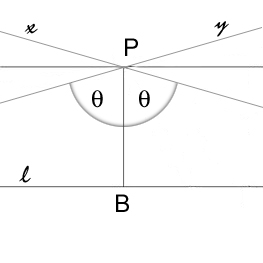
Угол параллельности θ, прямые и асимптотически параллельны к прямой.

У́гол паралле́льности в геометрии Лобачевского — угол между перпендикуляром к данной прямой и асимптотически параллельной прямой, проведённой из точки, не лежащей на данной прямой.
В евклидовой геометрии угол параллельности всегда прямой.
В геометрии Лобачевского, угол параллельности всегда острый.
На плоскости Лобачевского с кривизной −1 угол параллельности для точки на расстоянии {\displaystyle a} от прямой обычно обозначается {\displaystyle \Pi (a)}.

## Свойства и соотношения
- {\displaystyle \Pi (a)} является острым углом при катете, равном {\displaystyle a}, в прямоугольном гиперболическом треугольнике, который имеет две асимптотические параллельные стороны.
- {\displaystyle \operatorname {\Pi } (x)=\int \limits _{x}^{\infty }{\frac {\mathrm {d} t}{\operatorname {ch} \,t}}.}
- {\displaystyle \lim _{a\to 0}\Pi (a)={\tfrac {1}{2}}\cdot \pi \quad {\text{ и }}\quad \lim _{a\to \infty }\Pi (a)=0.}

- {\displaystyle \sin \Pi (a)=\operatorname {sech} a={\frac {1}{\operatorname {ch} a}}={\frac {2}{e^{a}+e^{-a}}}\ ,}

- {\displaystyle \cos \Pi (a)=\operatorname {th} a={\frac {e^{a}-e^{-a}}{e^{a}+e^{-a}}}\ ,}

- {\displaystyle \operatorname {\rm {tg}} \Pi (a)=\operatorname {csch} a={\frac {1}{\operatorname {sh} a}}={\frac {2}{e^{a}-e^{-a}}}}

- {\displaystyle \operatorname {\rm {tg}} \left({\tfrac {1}{2}}\cdot \Pi (a)\right)=e^{-a},}

- {\displaystyle \Pi (a)={\tfrac {1}{2}}\cdot \pi -\operatorname {gd} (a),}

где sh, ch, th, sech и csch — гиперболические функции, а gd — функция Гудермана.

## История
Угол параллельности рассматривался Лобачевским. В частности, он вывел соотношение 
{\displaystyle \operatorname {\rm {ctg}} \left({\tfrac {1}{2}}\cdot \Pi (a)\right)=e^{a}.}